# St. Ursen
St. Ursen, Sankt Ursen (do 1848 Enet-dem-Bach-Schrot, fr. Saint-Ours, gsw. Santùrsche, frp.  Chin t'Oua) – gmina (fr. commune; niem. Gemeinde) w Szwajcarii, w kantonie Fryburg, w okręgu Sense. 

## Demografia
W St. Ursen mieszka 1 365 osób. W 2020 roku 10,1% populacji gminy stanowiły osoby urodzone poza Szwajcarią.

## Transport
Przez teren gminy przebiega droga główna nr 178. 